# Ute Hofmann-Auhagen
Ute Hofmann-Auhagen (* 1956 oder 1957) ist eine deutsche Unternehmerin. Sie leitete von 1993 bis 2019 die Auhagen GmbH. Sie ist die Tochter von Rudolf Auhagen jun. und Enkelin von Rudolf Auhagen sen. und Urenkelin des Unternehmensgründers Heinrich Auhagen.

## Leben
1993 übernahm Ute Hofmann-Auhagen von ihrem Vater das Unternehmen Auhagen GmbH. Unter ihrer Leitung erfolgten umfangreiche Erweiterungsbauten am Produktionsstandort Marienberg-Hüttengrund. 1996 erfolgte der Aufkauf der VERO-Modelleisenbahnzubehörproduktion Olbernhau und Übernahme der Produkte ins eigene Angebot. Unter ihrer Leitung wurde Auhagen wieder Marktführer in den neuen Bundesländern und bietet ein komplettes TT-Gebäudesortiment an. Nach einem Hochwasser im August 1999 wurde der Wiederaufbau genutzt, alte hochwässergefährdete Gebäudeteile abzureißen und großzügigere Produktionsstätten zu errichten. Mit der zukunftweisenden Einführung der computergestützten Planung wurden ab 2000 alle Modelle im PC entworfen. 2000 erhielt Ute Hofmann-Auhagen den „Großen Preis des Mittelstandes“ der Oskar-Patzelt-Stiftung.
Unter ihrer Leitung erhielt das Unternehmen in den Jahren 1998, 2000, 2001, 2002 und 2004 für ein Produkt die Auszeichnung Modell des Jahres.
Neben ihrer Geschäftstätigkeit ist Ute Hofmann-Auhagen Mitglied im „Arbeitskreis Schule-Wirtschaft im Mittleren Erzgebirgskreis“ und stellvertretende Vorsitzende des Vereins „Sächsischer Modellbahnproduzenten e.V.“.